# USS LST-30
O USS LST-30 foi um navio de guerra norte-americano da classe LST que operou durante a Segunda Guerra Mundial.